# Cernay (Haut-Rhin)
Cernay (ném.: Sennheim) település Franciaországban, Haut-Rhin megyében. Lakosainak száma 11 737 fő (2022. január 1.). Cernay Uffholtz, Steinbach, Vieux-Thann, Aspach-le-Bas, Schweighouse-Thann, Reiningue, Wittelsheim, Lutterbach, Pfastatt, Richwiller, Wittenheim és Aspach-Michelbach községekkel határos.

## Népesség
A település népességének változása:
| Lakosok száma | 11 664 | 11 608 | 11 834 | 11 565 | 11 326 | 11 476 | 11 559 | 11 745 | 11 737 |
|               | 2013   | 2015   | 2016   | 2017   | 2018   | 2019   | 2020   | 2021   | 2022   |